# Palmanura
Genre
Palmanura est un genre de collemboles de la famille des Neanuridae.

## Distribution
Les espèces de ce genre se rencontrent en Amérique.

## Liste des espèces
Selon Checklist of the Collembola of the World (version du 18 octobre 2019) :
- Palmanura axelretanai Palacios-Vargas & Arango, 2018
- Palmanura colotlipa Palacios-Vargas, 1996
- Palmanura contrerasi Palacios-Vargas & Arango, 2018
- Palmanura curta Palacios-Vargas, 1996
- Palmanura goyai Palacios-Vargas & Simón-Benito, 2009
- Palmanura guilleni Palacios-Vargas & Mejía-Madrid, 2011
- Palmanura hieronimi Palacios-Vargas & Simón-Benito, 2009
- Palmanura klompeni Palacios-Vargas & Vázquez, 2018
- Palmanura lacandona Palacios-Vargas, 1996
- Palmanura lindquisti Palacios-Vargas, 1996
- Palmanura longa Palacios-Vargas, 1996
- Palmanura matildae Palacios-Vargas, 1996
- Palmanura mirabilis Cassagnau, 1983
- Palmanura moralesi Palacios-Vargas & Arango, 2018
- Palmanura normae Palacios-Vargas, 1996
- Palmanura pascuali Palacios-Vargas, 1996
- Palmanura primigenia Palacios-Vargas, 1986
- Palmanura quetzalae Palacios-Vargas, 1984
- Palmanura saham Vázquez & Palacios-Vargas, 2005
- Palmanura schusteri Palacios-Vargas, 1996
- Palmanura sernai Palacios-Vargas & Simón-Benito, 2009
- Palmanura wilsoni Palacios-Vargas, 1996

## Publication originale
- Cassagnau, 1983 : Un nouveau modèle phylogénétique chez les collemboles Neanurinae. Nouvelle Revue d'Entomologie, vol. 13, no 1, p. 3-27.